# Ophiomorus blanfordii
Ophiomorus blanfordii — вид сцинкоподібних ящірок родини сцинкових (Scincidae). Мешкає в Ірані і Пакистані. Вид названий на честь англійського натураліста Вільяма Томаса Бланфорда.

## Поширення і екологія
Ophiomorus blanfordii мешкають в прибережних районах на півдні Пакистану та на крайньому південному заході Ірану. Вони живуть серед прибережних піщаних дюн, слабо порослих галофільними чагарниками.